# Caso Ballet Rose
O Caso Ballet Rose (ou Escândalo sexual dos "Ballet Rose") foi um caso de pedofilia em Portugal que ocorreu nos anos 1960 e envolveu figuras importantes do regime salazarista.
Em Dezembro de 1967 um jornalista britânico revela no Daily Telegraph um hediondo esquema de pedofilia, prostituição e abuso de menores envolvendo altas figuras do Estado Novo.
Este escândalo levaria ao afastamento do ministro da Justiça Antunes Varela, que se demite em protesto contra o encobrimento do escândalo de corrupção de menores por parte de Salazar.
O nome Ballet Rose deve-se a uma dança que as crianças faziam, à luz de holofotes cor-de-rosa.

## Escândalo
O caso Ballet Rose envolveu a prostituição de crianças de baixa idade (8 a 12 anos), crimes encobertos por um regime político com uma moralidade católica muito forte. Havia pagamentos para "desflorar" crianças (tirar a sua virgindade) a professoras e responsáveis pelas crianças oriundas de meios pobres.
O caso começou no início dos anos 1960. Uma das raparigas de 16 anos, abusada desde os 9, decide denunciar o caso à Polícia Judiciária, acompanhada por uma advogado.

## Investigação policial
O caso foi investigado pela Polícia Judiciária e, posteriormente, pela PIDE. A PJ entrevistou várias vítimas, incluindo uma prostituta e a filha que denunciam a lista de clientes envolvendo figuras políticas importantes.
Assim que Salazar tomou conhecimento do caso, tentou abafá-lo, devido às fortes ligações com pessoas importantes do regime incluídas na investigação, nomeadamente o ministro de Estado Oliveira Correia.
A Polícia Judiciária leva o caso a tribunal em 1967 apenas com a acusação de atentado ao pudor, sendo acusados várias mulheres e homens. Apenas três pessoas serão condenadas: uma modista da Avenida de Roma (Lisboa), um administrador bancário (do Banco Espírito Santo & Comercial de Lisboa) e um proprietário hoteleiro.
O advogado Joaquim Pires de Lima fez a defesa de uma das vítimas.

## Revelação internacional
Mário Soares é acusado de revelar ao repórter britânico Barry O'Brien, do Daily Telegraph, informações sobre o caso Ballet Rose. A sua prisão ocorreu no dia seguinte à publicação da reportagem no jornal britânico, sendo enviado primeiro para Caxias e, mais tarde, para São Tomé e Príncipe.
Francisco Sousa Tavares e Urbano Tavares Rodrigues tentaram igualmente denunciar o caso, sendo presos por tal.

## Envolvidos
O escândalo sexual envolveu altas personalidades do regime, nomeadamente ministros do governo de Salazar, militares, grandes empresários ligados à indústria, banca e alta finança, membros da aristocracia ou da Igreja. O secretismo gerado pelo regime em torno dos envolvidos foi tão forte que, até hoje, não é possível descobrir a totalidade dos envolvidos.

## Livros e televisão
Em 1975 o escritor Amadeu Lopes Sabino escreve, sob o pseudónimo Marta Castro Alves, a obra O processo das virgens – aventuras, venturas e desventuras sexuais em Lisboa nos últimos anos do fascismo.
Em 1997 a jornalista Felícia Cabrita publica uma reportagem sobre este caso, e daí nasce o livro Ballet Rose: uma novela (a)moral, escrito com Moita Flores. Quer na série, quer no livro, não se revelam os nomes verdadeiros das vítimas e envolvidos.
Em 1998 é produzida na RTP uma série televisiva, baseada na obra de Felícia Cabrita e Moita Flores e realização de Leonel Vieira. Gerou muita polémica devido às cenas sensíveis, sendo transmitido apenas após a meia-noite.